# Relais de sécurité
 (20 novembre 2022).
Un relais de sécurité est un produit pour un bloc logique de sécurité, et plus précisément un relais de sécurité. Le relais d'arrêt d'urgence a été développé en 1987. Il remplace les contacteurs aux câblage encombrants et met en œuvre des fonctions de sécurité.

## Histoire du produit
Au début des techniques de commande, la fonction et ainsi la représentation du processus dans une commande était la priorité. Des relais et des contacteurs commandaient les machines et les installations. Si des équipements pour l'arrêt ou la protection des personnes existaient, on séparait, le cas échéant, l'actionneur de la source d'alimentation. Ce type de système de sécurité pouvait être ignoré en cas de dysfonctionnement, de sorte que la fonction de protection n'était plus présente. Par conséquent, on réfléchissait aux possibilités de garantie de telle fonctions de séparation.
Des circuits de relais spéciaux tels que par exemple des combinaisons de 3 contacteurs ont été les premiers résultats de ces réflexions. Cette combinaison d'appareils a conduit au développement du premier relais de sécurité, le PNOZ. Pilz a obtenu un brevet pour celui-ci avec le numéro 4033801. Voici un extrait de la description du brevet : un appareil d'arrêt d'urgence à deux canaux est prévu pour initialiser les canaux après un processus de déconnexion avec un premier circuit d'initialisation qui est activé à l'aide d'une clé manuelle pouvant être actionnée arbitrairement. Afin que le dispositif d'arrêt d'urgence soit mis en état de marche automatiquement, même après que la tension d'alimentation ait été rétablie, il y a un deuxième circuit d'initialisation qui opère en tant que fonction de restauration du courant et a par ailleurs aucun effet.

## Description
Les relais de sécurité sont des appareils qui réalisent des fonctions de sécurité. Une fonction de sécurité vise à atténuer, en cas de danger, des risques existants à un niveau acceptable par des mesures adaptées. Les fonctions de sécurité possibles sont les suivantes :
- Boutons poussoirs d'arrêt d'urgence
- Protecteurs mobiles
- Barrières immatérielles
- Tapis sensibles
- Commande bimanuelle
- Temporisation

Les blocs logiques de sécurité surveillent ainsi une fonction spécifique. Grâce à la mise en série avec d'autres relais, ils assurent l'ensemble de la surveillance de la machine ou de l'installation.
Les relais de sécurité remplissent les exigences des normes EN 60947-5-1, EN 60204-1 et VDE 0113-1.

## Conception et fonction
Les relais de sécurité diffèrent principalement dans leur conception technologique :
- Technologie classique de relais basé sur les contacts
- Avec des unités électroniques et des sorties basées sur des contacts libres de potentiel
- Jusqu'aux appareils entièrement électroniques avec des sorties statiques

Les relais de sécurité doivent toujours être conçus de manière qu'il ne soit pas possible, si le câblage est correct, que les fonctions de sécurité soient compromises par un défaut interne ou un défaut à cause externe du fait d'un capteur ou d'un actionneur.
Un relais normal utilise une bobine de fil et le mouvement mécanique des contacts métalliques pour la mise en marche et l'arrêt de la charge. Après des cycles répétés, les contacts métalliques peuvent se souder. Si cela se produit et que l'opérateur appuie sur le bouton d'arrêt d'urgence, la machine continue de fonctionner. Cela serait dangereux pour l'opérateur. Beaucoup de normes européennes, américaines, nationales et internationales et des normes de sécurité interdisent donc l'application de simples relais ou de contacteurs sur des machines dangereuses.
La conception typique des relais de sécurité de la première génération est basée sur la combinaison classique de 3 contacteurs. La conception redondante garantit qu'une erreur de câblage ne conduise pas à une perte de la fonction de sécurité. Deux relais (K1, K2) avec des contacts à guidage forcé fournissent les contacts de commutation de sécurité. Les deux canaux d'entrée CH1 et CH2 commandent chacun un des deux relais internes. Le circuit est activé par le relais de démarrage K3. Un autre circuit de surveillance se trouve entre les bornes Y1 et Y2 (boucle de rétroaction). Ce port est utilisé pour contrôler et surveiller la position des actionneurs, qui sont commandés ou désactivés par les contacts de sécurité. L'appareil est conçu de telle sorte qu'il détecte une erreur dans le circuit d'entrée telle que la "soudure" d'un contact sur un arrêt d'urgence ou un bouton poussoir d'arrêt d'urgence ou sur l'un des contacts de sécurité du relais de sortie. Le dispositif de sécurité empêche le redémarrage de l'appareil et arrête ainsi l'activation des relais K1 et K2.